# Isidoro Díaz
Isidoro "Chololo" Díaz Mejía (ur. 14 lutego 1938 w Acatlán de Juárez) – meksykański piłkarz występujący na pozycji skrzydłowego lub środkowego pomocnika.

## Kariera klubowa
Díaz pochodzi z miasta Acatlán de Juárez i początkowo równocześnie z grą w piłkę z sukcesami praktykował pływanie; został nawet mistrzem kraju w stylu dowolnym. Ostatecznie postawił jednak na futbol, rozpoczynając treningi w lokalnym amatorskim zespole o nazwie Club Social y Deportivo Juárez. Tam został zauważony przez jednego z wysłanników klubu Chivas de Guadalajara i jako siedemnastolatek przeniósł się do tej ekipy, gdzie z miejsca został włączony do pierwszej drużyny przez argentyńskiego szkoleniowca José Maríę Casullo. W meksykańskiej Primera División zadebiutował w 1955 roku w przegranym 0:3 spotkaniu z Zacatepec i przez kolejne kilkanaście lat był kluczowym zawodnikiem osiągającej wielkie sukcesy drużyny Chivas, uznawanej za najlepszą w historii klubu i nazywanej "Campeonísimo". W swoim zespole początkowo występował na pozycji lewego skrzydłowego, lecz później przez długi czas występował na prawym skrzydle, wspomagając swoimi podaniami legendarny duet napastników tworzony przez Héctora Hernándeza i Salvadora Reyesa.
W sezonie 1956/1957 Díaz wywalczył z Chivas pierwszy zarówno w swojej karierze, jak i w historii klubu tytuł mistrza Meksyku, w tym samym roku triumfując także w rozgrywkach krajowego superpucharu – Campeón de Campeones. Obydwa te sukcesy powtórzył również zarówno dwa lata później, podczas sezonu 1958/1959, jak i w rozgrywkach 1959/1960. W sezonie 1960/1961 po raz trzeci z rzędu zdobył z ekipą prowadzoną przez Javiera de la Torre równocześnie mistrzostwo kraju i superpuchar, natomiast w rozgrywkach 1961/1962 czwarty raz z rzędu, a piąty ogółem zanotował tytuł mistrza Meksyku, a także zajął drugie miejsce w superpucharze. Wówczas także triumfował w pierwszej edycji najbardziej prestiżowych rozgrywek północnoamerykańskiego kontynentu – Pucharu Mistrzów CONCACAF. Podczas sezonu 1962/1963 zdobył z Chivas wicemistrzostwo Meksyku, przy równoczesnym triumfie w rozgrywkach krajowego pucharu – Copa México i zajęciu drugiego miejsca w superpucharze. W tym samym roku dotarł również do finału Pucharu Mistrzów, zaś w sezonie 1963/1964 wywalczył kolejne mistrzostwo Meksyku i zdobył superpuchar.
Podczas rozgrywek 1964/1965 Díaz zdobył ze swoją drużyną swój siódmy i zarazem ostatni tytuł mistrza Meksyku oraz szósty superpuchar. W sezonie 1966/1967 zanotował ze swoją drużyną ostatnie osiągnięcie; dotarcie do finału krajowego pucharu. Ogółem barwy Chivas reprezentował przez trzynaście lat, zdobywając w tym czasie aż piętnaście trofeów i jest uznawany za jedną z największych legend w historii klubu. W 1968 roku odszedł do Club León, gdzie spędził dwa sezony, jednak nie potrafił nawiązać do sukcesów odnoszonych w barwach swojej poprzedniej drużyny. W późniejszym czasie, również bez osiągnięć, występował w Club Jalisco z siedzibą w Guadalajarze, gdzie z powodu problemów z zarządem zespołu spędził tylko rok. Ogółem w najwyższej klasie rozgrywkowej rozegrał ponad 500 meczów, zdobywając w nich około 75 goli. Karierę piłkarską zdecydował się zakończyć w wieku 34 lat jako zawodnik drugoligowego Club Naucalpan.
Díaz był opisywany jako elegancko grający, zwinny i obdarzony świetnym dośrodkowaniem oraz balansem ciała skrzydłowy, potrafiący zmylić przeciwnika nawet prostym zagraniem. Bardzo dobrze wykonywał stałe fragmenty gry; wiele bramek padało po jego centrach z rzutów wolnych i rożnych. Ze względu na świetną kreatywność i zmysł taktyczny był ekspertem w konstruowaniu akcji swojego zespołu, dzięki czemu z biegiem czasu został przesunięty z bocznej flanki na pozycję środkowego pomocnika, gdzie występował w późniejszych latach swojej kariery. Uznaje się go za legendę meksykańskiej piłki i jedną z największych gwiazd rodzimego futbolu lat sześćdziesiątych. Jeszcze w czasach swojej gry w piłkę, w latach 1968–1970, z ramienia Partii Rewolucyjno-Instytucjonalnej pełnił funkcję burmistrza swojego rodzinnego miasta Acatlán de Juárez.

## Kariera reprezentacyjna
W 1960 roku Díaz został powołany przez selekcjonera Ignacio Trellesa na Mistrzostwa Panamerykańskie, podczas których zadebiutował w reprezentacji Meksyku; 19 marca w wygranym 3:0 meczu z Kostaryką, w którym strzelił także swojego pierwszego gola w kadrze narodowej. Jego drużyna zajęła natomiast trzecie miejsce w tych rozgrywkach. W późniejszym czasie występował w udanych dla jego zespołu eliminacjach do Mistrzostw Świata 1962, podczas których wpisał się na listę strzelców w USA (3:0). W 1962 roku znalazł się w składzie na Mistrzostwa Świata w Chile, gdzie miał niepodważalną pozycję w wyjściowym składzie, rozgrywając wszystkie trzy spotkania; z Brazylią (0:2), Hiszpanią (0:1) i Czechosłowacją (3:1). Ponadto zdobył także wyrównującą bramkę w ostatnim z wymienionych meczów, który był zarazem pierwszym zwycięstwem kadry Meksyku w historii mundiali. Mimo to wraz ze swoją ekipą zakończył swój udział w światowym czempionacie już w fazie grupowej. W 1963 roku został powołany przez węgierskiego szkoleniowca Árpáda Fekete na Mistrzostwa CONCACAF, gdzie również wystąpił we wszystkich trzech konfrontacjach, strzelając dwa gole w pojedynku z Jamajką (8:0), lecz jego kadra odpadła z tego turnieju już w pierwszej rundzie.
Kilka miesięcy później Díaz wziął również udział w zakończonych powodzeniem eliminacjach do Mistrzostw Świata 1966, w których strzelił pięć bramek; trzy w meczu z Jamajką (8:0) oraz po jednej z Hondurasem (1:0) i USA (2:0). W 1965 roku znalazł się w składzie na kolejne Mistrzostwa CONCACAF, gdzie zagrał we wszystkich pięciu spotkaniach i zdobył gola w konfrontacji z Salwadorem (2:0), a jego drużyna triumfowała ostatecznie w tych rozgrywkach. W 1966 roku został powołany przez Trellesa na Mistrzostwa Świata w Anglii, podczas których podobnie jak przed czterema laty był podstawowym graczem swojej kadry i rozegrał wszystkie trzy mecze; z Francją (1:1), Anglią (0:2) i Urugwajem (0:0), tym razem nie zdobywając bramki, a Meksykanie znów odpadli z mundialu w fazie grupowej. W 1968 roku strzelił otwierającą wynik bramkę w niezwykle prestiżowym meczu towarzyskim z Brazylią (w składzie między innymi z Pelé, Jairzinho, Carlosem Alberto czy Rivelino), rozegranym 31 października na Maracanie, które zakończyło się ostatecznie zwycięstwem jego zespołu wynikiem 2:1 i był to pierwszy w historii triumf Meksykanów nad Brazylijczykami w oficjalnym meczu międzypaństwowym.
W 1970 roku Díaz został powołany przez trenera Raúla Cárdenasa na Mistrzostwa Świata w Meksyku, będące już trzecim mundialem, w którym wziął udział. Tam był najbardziej doświadczonym wiekowo zawodnikiem swojej drużyny, lecz ku powszechnemu zaskoczeniu pełnił zaledwie rolę rezerwowego, pojawiając się na boisku tylko w ostatnim spotkaniu, ćwierćfinale z Włochami (1:4). Meksykanie, pełniący wówczas rolę gospodarzy, po raz pierwszy w historii na mistrzostwach świata zdołali wyjść z grupy, w której zajęli drugie miejsce, lecz odpadli z mundialu zaraz potem, w ćwierćfinale. Sam Díaz, dla którego był to ostatni występ w kadrze narodowej, swój bilans reprezentacyjny zamknął ostatecznie na 68 rozegranych meczach, w których strzelił szesnaście bramek.